# Relaciones Georgia-OTAN
Las relaciones entre Georgia y la Organización del Tratado del Atlántico del Norte (OTAN) se refieren a las relaciones cordiales y semiformales que mantienen la alianza militar de la OTAN con el país caucásico del espacio postsoviético, Georgia, desde 1994.
Georgia no es parte de la OTAN, pero sí pertenece a la Asociación para la Paz y hay un compromiso en curso para ampliar la OTAN incluyendo a Georgia.

## Historia
La cooperación comenzó oficialmente en 1994 cuando Georgia se unió a la Asociación para la Paz dirigida por la OTAN. Georgia se ha movido rápidamente después de la Revolución de las Rosas en 2003 para buscar lazos más estrechos y una eventual membresía con la OTAN en detrimento de Rusia (aunque la administración anterior también había indicado que deseaba ser miembro de la OTAN un año antes de que tuviera lugar la revolución).
El poderoso vecino del norte de Georgia, Rusia, se ha opuesto a los lazos más estrechos, incluidos los expresados en la cumbre de Bucarest de 2008, ocurrida antes de la guerra ruso-georgiana de ese mismo año, donde los miembros de la OTAN prometieron que Georgia en algún momento se uniría a la organización. En la declaración del 7 de diciembre de 2011 del Consejo del Atlántico Norte, Georgia fue designada como «país aspirante».
A finales de 2007, tras una serie de protestas, se convocaron elecciones presidenciales anticipadas en 2008, así como un referéndum no vinculante sobre el ingreso de Georgia en la OTAN. El referéndum dio como resultado que el 77 % de los votantes apoyaran la adhesión a la OTAN.
Las relaciones actuales entre Georgia y la OTAN se producen en el marco del Paquete Sustancial OTAN-Georgia (SNGP), un conjunto de medidas a nivel estratégico, táctico y operativo lanzado en 2014. El paquete incluye una Escuela de Construcción de Instituciones de Defensa, un Centro Conjunto de Entrenamiento y Evaluación y un Centro Logístico OTAN-Georgia, la facilitación de ejercicios militares multinacionales y regionales, y otras medidas.
Tras el comienzo de la invasión rusa de Ucrania, las declaraciones de la OTAN han ido encaminadas hacia el acercamiento a los países interesados en unirse a la alianza. Además, la adhesión de Finlandia a la OTAN resta uno de los problemas que enfrentaba la OTAN al incluir a Georgia: La ampliación de la frontera terrestre con Rusia.

## Problemas para la adhesión de Georgia a la OTAN

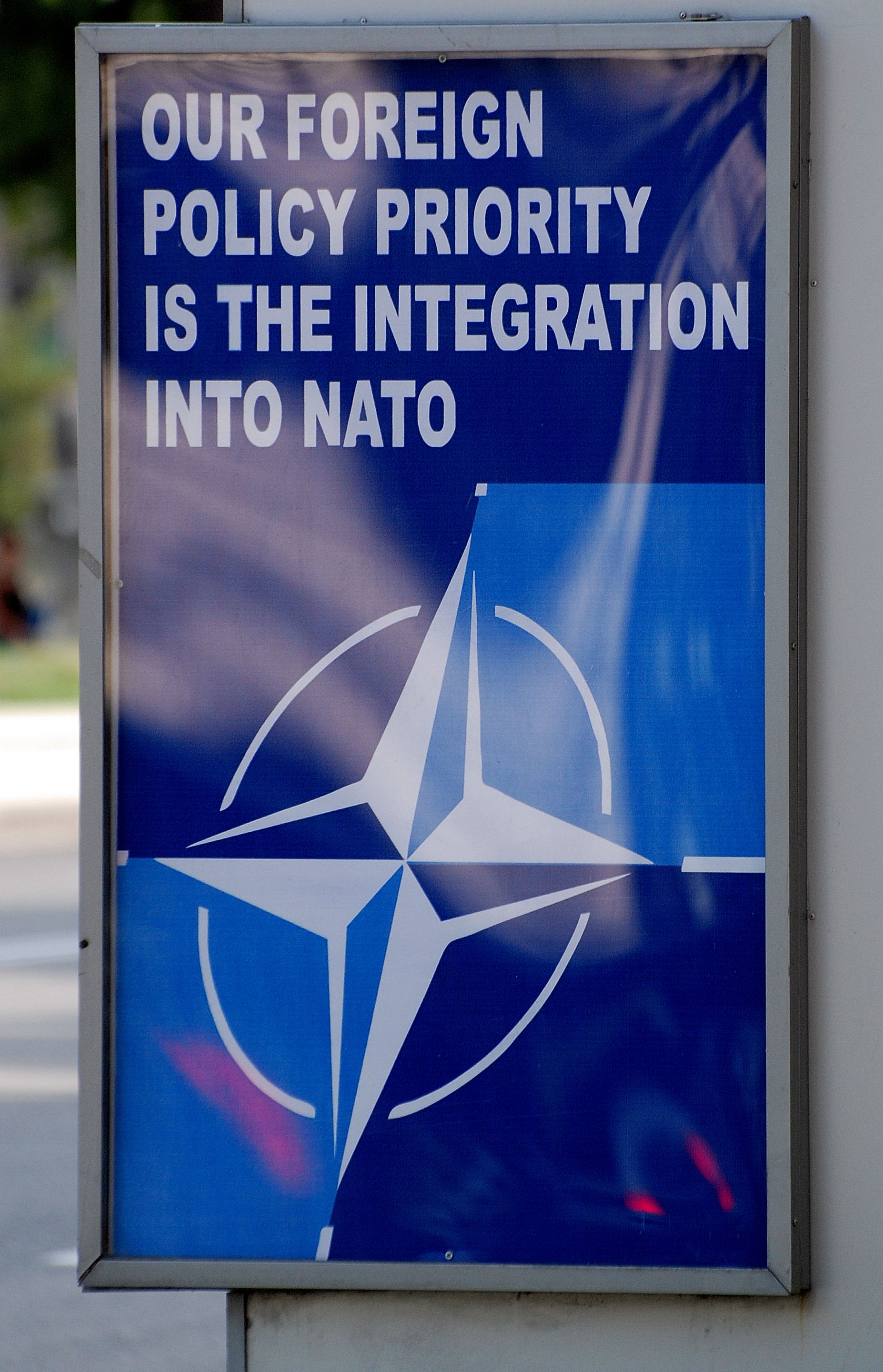
Póster en inglés registrado en 2009 en Tiflis (Georgia) donde puede leerse «La integración [de Georgia] en la OTAN es nuestra prioridad en asuntos exteriores».

### Territorio georgianos independientesde facto
Las complicaciones en la relación entre la OTAN y Georgia incluyen la presencia de fuerzas rusas en territorio georgiano como resultado de múltiples conflictos en territorio georgiano para mantener los territorios prorrusos de Abjasia y Osetia del Sur, que albergan a un gran número de ciudadanos rusos, bajo el amparo no oficial de la Federación de Rusia.

### Frontera terrestre con Rusia
La frontera ruso-georgiana es un límite internacional de 723 km de longitud que ha supuesto un punto espinoso para la adhesión georgiana a la OTAN, pues supone un punto de fricción para la alianza en cuanto a su relación con Rusia.
Además, tras la guerra de Osetia del Sur de 2008, Rusia reconoció los territorios separatistas georgianos de Abjasia y Osetia del Sur, ambos fronterizos con ella misma, por lo que Rusia no reconoce el linde itnernacional, si no solamente los 365 km de frontera de las regiones georgianas de Mingrelia-Alta Esvanetia, Mtsjeta-Mtianeti y Kajetia, parcialmente de Racha-Lechjumi y Baja Esvanetia (lo ocupa parte de Osetia del Sur) y no reconoce las fronteras de las regiones de Iberia Interior (Osetia del Sur) ni de la República Autónoma de Abjasia.
Tras el comienzo de la invasión rusa de Ucrania, varios países aceleraron su ingreso a la OTAN, entre ellos Finlandia, cuya adhesión a la OTAN resto el argumento de la frontera terrestre con Rusia, pues este país añadió 1 340 km de frontera de la OTAN con Rusia. Aunque seguiría estando el problema de los territorios georgianos independientes no reconocidos internacionalmente.

### Ambivalencia política de Georgia
La directora de Estudios sobre la Paz de la Universidad del Cáucaso, Eka Akobia, apunta que además de los problemas de la frontera común entre Georgia y Rusia con el extra de los territorios georgianos independientes; una de las mayores causas por las que la OTAN está dilatando tanto la adhesión de Georgia a la alianza es por la ambivalencia política interna de Georgia.
Korneli Kakachia, director del Instituto Georgiano de Política, defendiendo una postura similar, defiende que Tiflis debe marcar primero su brújula moral respecto a su política exterior y apostarlo todo a una de las posiciones envez de intentar mantener los malabares entre su anunciado acercamiento a Occidente y su relación estrecha con Rusia para mantener la situación de abjasia y suroseta en relativa paz.